# میتسوبیشی جی‌تی‌او

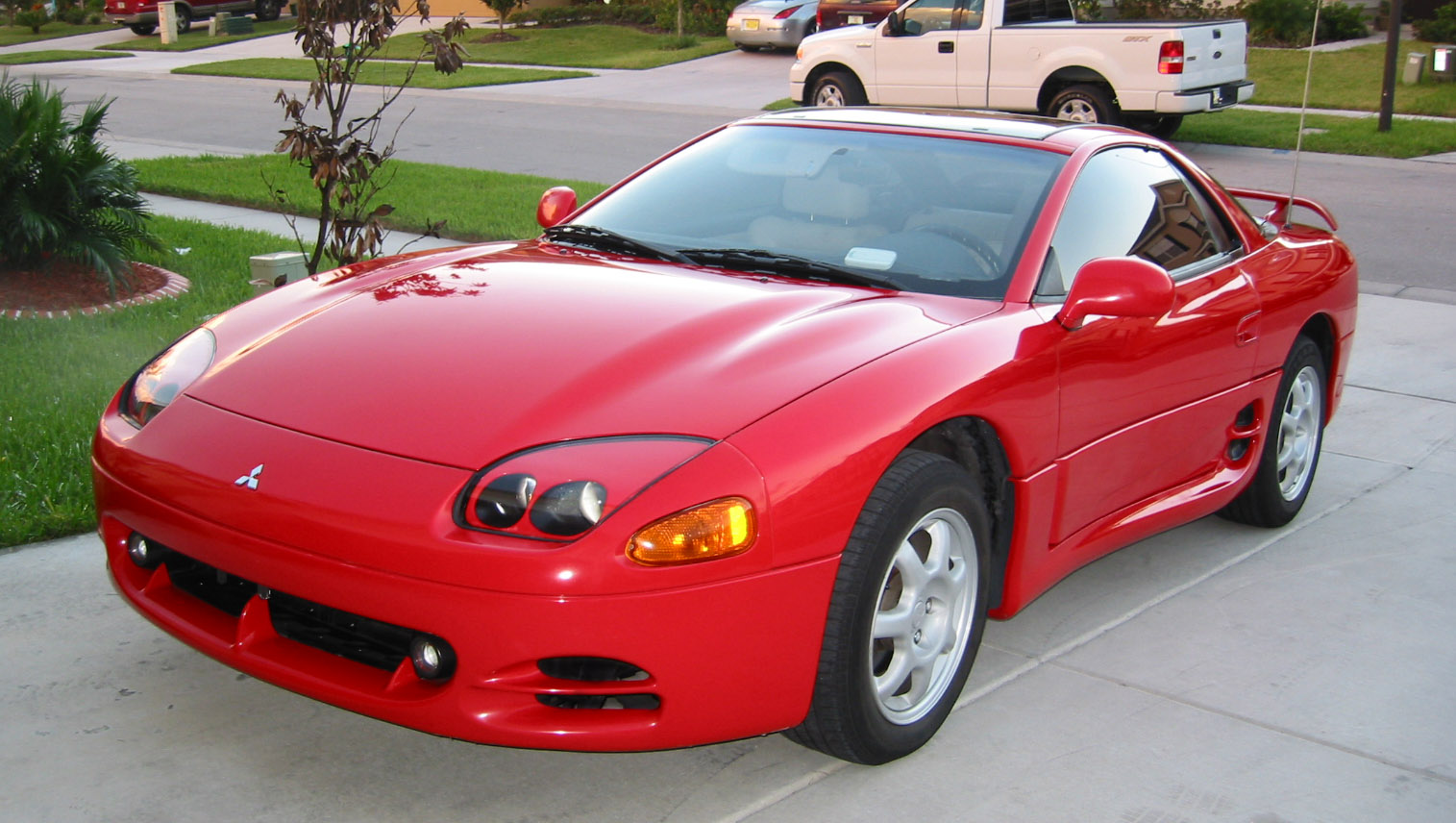

میتسوبیشی جی‌تی‌او (Mitsubishi GTO) خودرویی است که در سال‌های <! تا - these are the calendar years for all GTO/۳۰۰۰GTs worldwide. ۱۹۹۱ تا ۹۹ is the model years for the American market only.-->۱۹۹۰–۲۰۰۱ (Mitsubishi GTO)MY۱۹۹۱–۱۹۹۶ (Dodge Stealth)در ناگویا و ژاپن تولید شده‌است. طول آن در حالت طبیعی ۴٬۶۰۰ میلیمتر (۱۸۱٫۱ اینچ) و عرض آن در حالت طبیعی ۱٬۸۴۰ میلیمتر (۷۲٫۴ اینچ) است. سیستم جعبه‌دندهٔ آن ۶ دنده به دو صورت خودکار و دستی است.

## نگارخانه

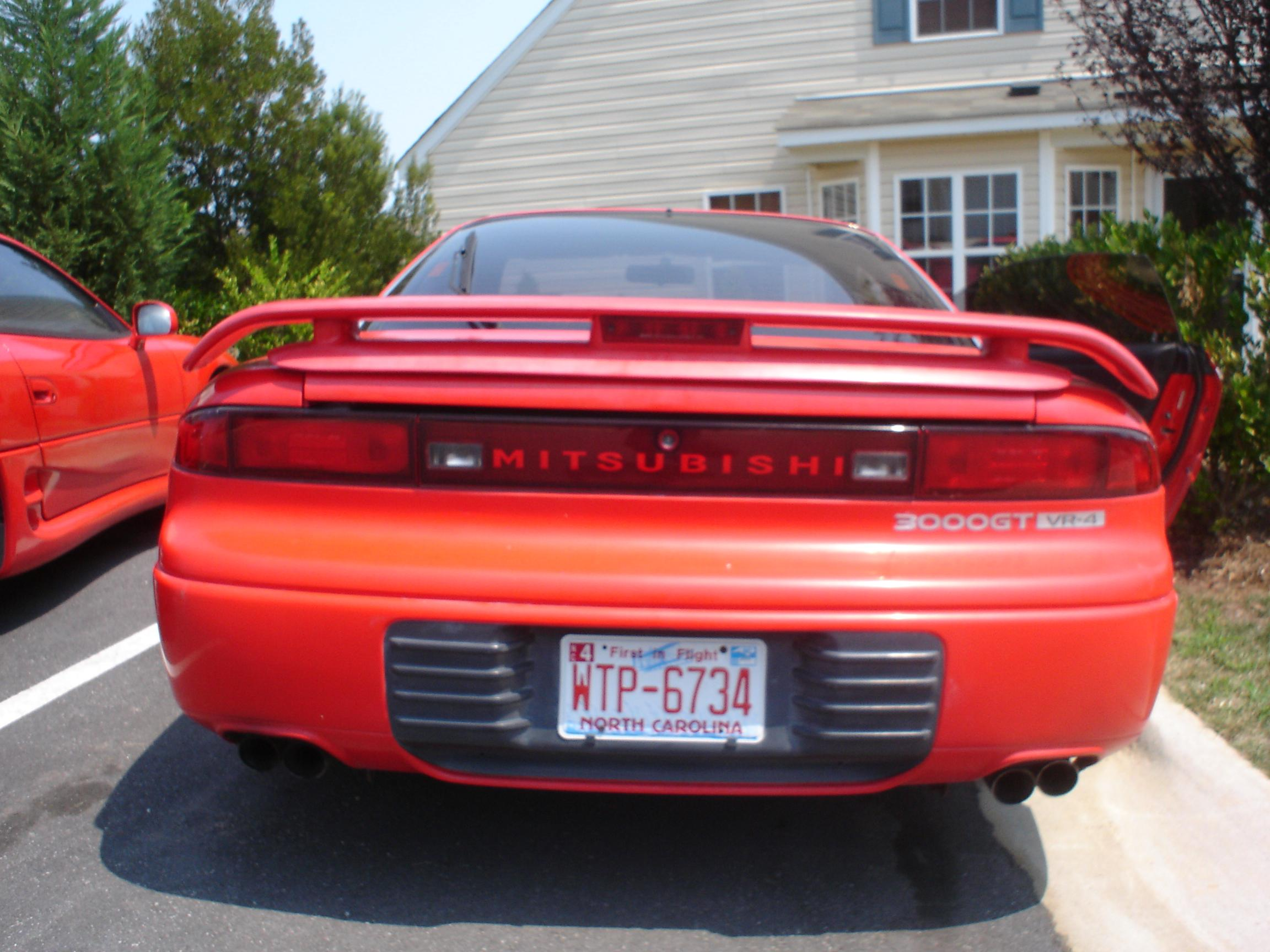
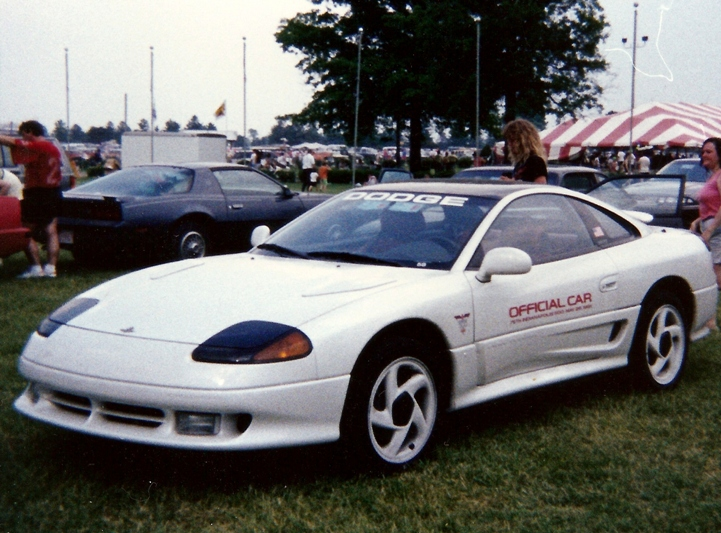
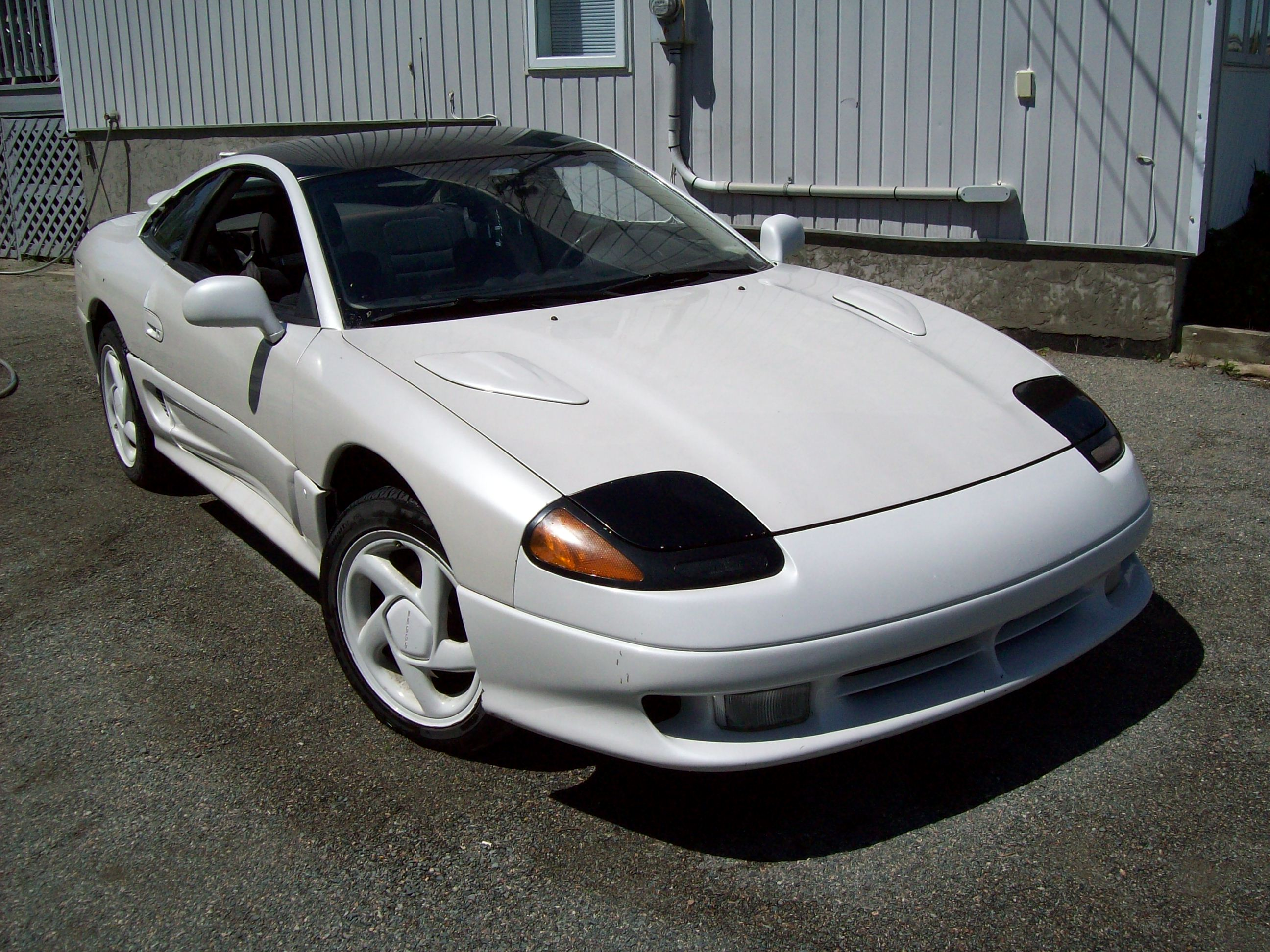
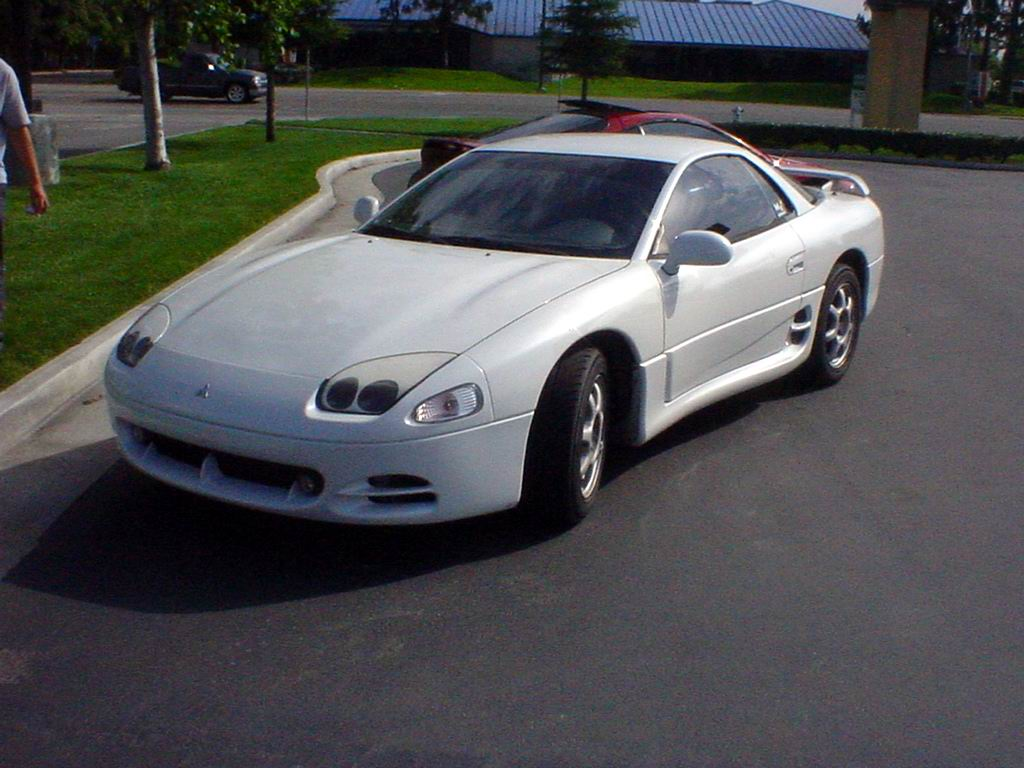